# 566 TCN
566 TCN là một năm trong lịch La Mã.